# Fermín Calbetón y Blanchón
Fermín Cándido Calbetón y Blanchón (San Sebastián, 4 de septiembre de 1853-Madrid, 4 de febrero de 1919) fue un abogado y político español, ministro de Fomento y ministro de Hacienda durante el reinado de Alfonso XIII.

## Familia
Hijo de Joaquín Calbetón y Legarra y de su esposa María Josefa Blanchón y Guillemin, nacida en San Sebastián de ascendencia francesa. Fue el menor de sus seis hijos y el único varón. Su hermana María de los Dolores casó con Juan Bautista de Micheo y Sesma, oficial del Ministerio de Marina e hijo del teniente general de la Real Armada Pedro de Micheo. Su hermana María de la Asunción casó con José Víctor de Amilibia y Aristeguieta, doctor en Derecho y cónsul de España en Hendaya, hijo de Eustasio de Amilibia y Egaña. Su hermana Ramona casó con Evaristo de Churruca y Brunet, I Conde de Motrico, creador del puerto exterior de El Abra de Bilbao. Hipólita y Manuela permanecieron solteras.

## Biografía
Licenciado en Derecho Administrativo y en Derecho Civil y Canónico en 1877 y doctor en Derecho. Tras estudiar en Madrid, se dedicó a la docencia, tras lo cual marchó a Cuba, por aquel entonces colonia española, donde hasta 1887 ocupó la cátedra de Hacienda Pública y Derecho Político Comparado en la Universidad de La Habana entre 1882 y 1886.

## Diputado
En el sistema político español de la época de la Restauración, Calbetón se alineó con el Partido Liberal.
Siendo catedrático en La Habana comenzó su carrera política al ser elegido en 1884 diputado como representante del distrito cubano de Matanzas en el Congreso español. Reelegido diputado en 1886, renunció a su acta como representante cubano cuando fue nombrado el 25 de junio de 1887 director general de Gracia y Justicia del Ministerio de Ultramar. Posteriormente sería nombrado subsecretario del Ministerio de Gracia y Justicia.
Tras el nombramiento abandonó su cátedra y Cuba, estableciéndose en Madrid. El 6 de agosto de 1887 fue nombrado diputado de nuevo, esta vez por su distrito natal, San Sebastián, tras la renuncia del diputado electo Fermín Machimbarrena. En las elecciones de 1891 se presentó por San Sebastián siendo reelegido. En 1893 fue elegido de nuevo diputado, esta vez por partida doble, tanto por el distrito de San Sebastián como por el distrito cubano de Colón perteneciente a Matanzas. En 1894 renunció a su acta de diputado por Cuba y permaneció como diputado por San Sebastián hasta 1895.

## Senador
En 1898, Fermín Calbetón fue elegido senador por la provincia de Guipúzcoa. Permaneció en este cargo hasta 1899. Posteriormente fue reelegido por segunda vez senador por Guipúzcoa durante la legislatura 1901-02. En 1903 el presidente de gobierno Francisco Silvela nombró a Calbetón senador vitalicio.

## Ministro

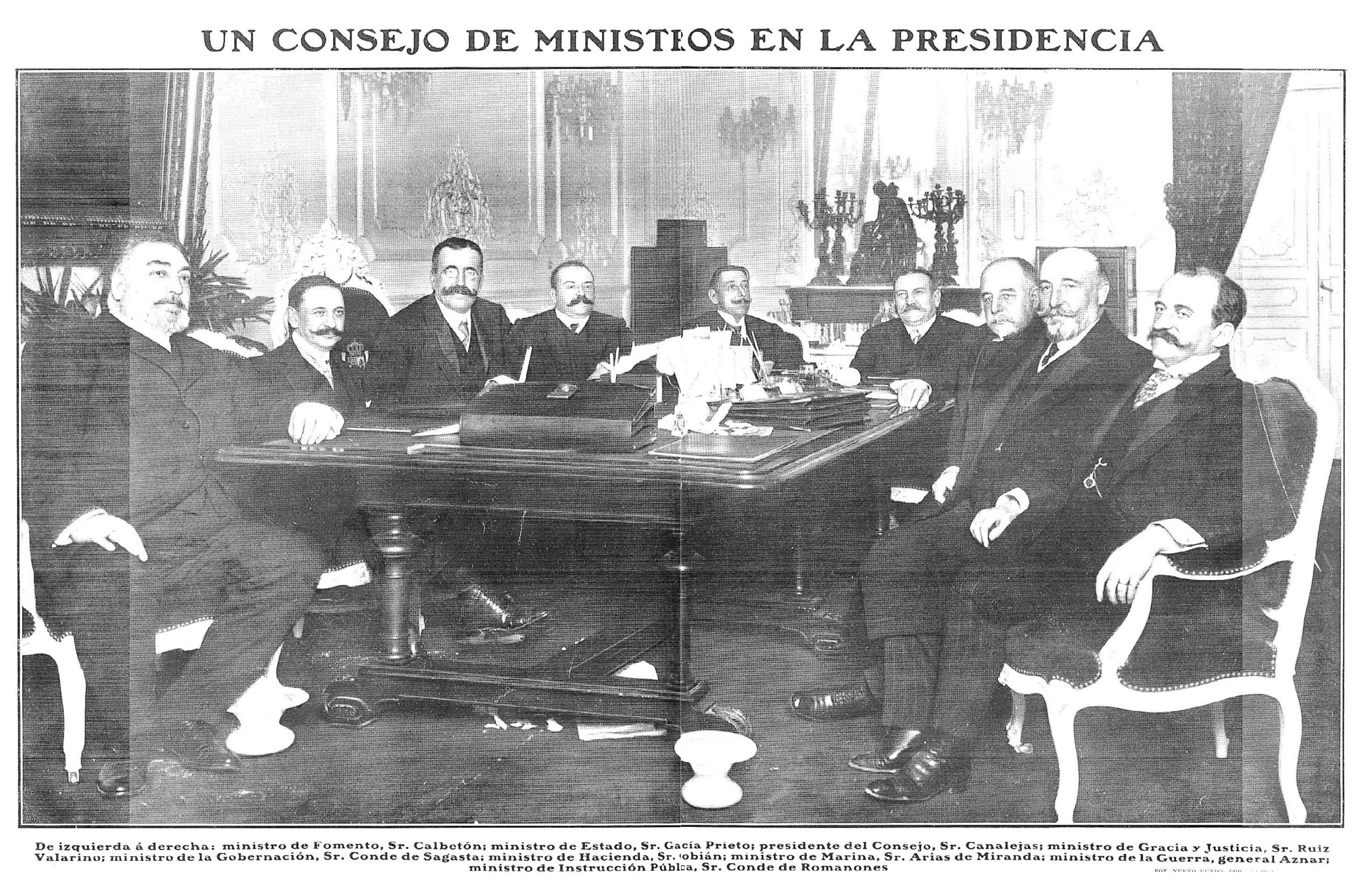
Un Consejo de Ministros en la presidencia, de Campúa (Nuevo Mundo, 17 de marzo de 1910). Fermín Calbetón, ministro de Fomento, es el primero por la izquierda.

Fue ministro de Fomento entre el 9 de febrero de 1910 y el 2 de enero de 1911 en un gobierno presidido por Canalejas. De su gestión cabe destacar un Real decreto que llevó a cabo su ministerio en fomento de Previsión, Socorros Mutuos, Seguro de Invalidez y Seguros Sociales.

Será también ministro de Hacienda en el gabinete que, entre el 5 de diciembre de 1918 y el 5 de febrero de 1919 encabezó el conde de Romanones falleciendo en el cargo de una grave enfermedad que obligó a Romanones a nombrar ministro de forma interina al marqués de Cortina.

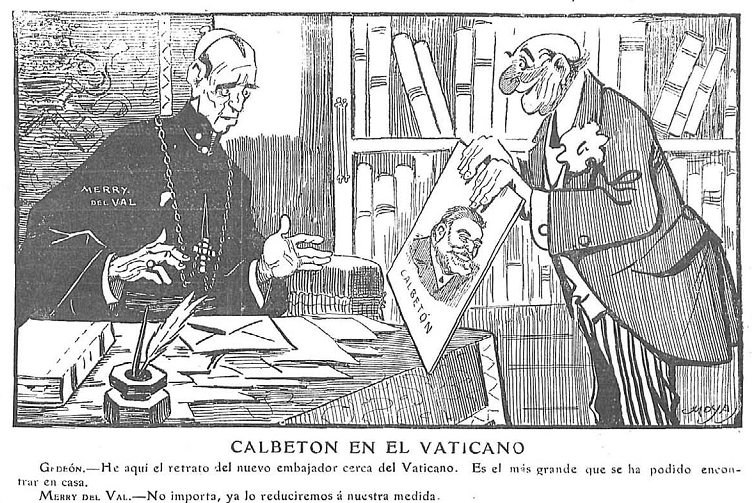
Calbetón en el Vaticano, en Gedeón, marzo de 1912.

Entre otros cargos políticos que ejerció Calbetón a lo largo de su vida destaca su labor como embajador ante la Santa Sede durante el pontificado de Pío X en dos ocasiones, de 1913 a 1914 y de 1916 a 1918. Fue también consejero de Estado.
Falleció en su domicilio del número 26 de la madrileña calle de Lista a las ocho y media de la noche del 4 de febrero de 1919.
El Ayuntamiento de San Sebastián, en homenaje a Calbetón, resolvió el 14 de febrero de 1919 renombrar la calle del Puyuelo de la Parte Vieja de San Sebastián como calle de Fermín Calbetón, ya que este había nacido en la casa de sus padres en el número 30 de dicha calle, donde se instaló una placa conmemorativa.

## Matrimonio y descendencia

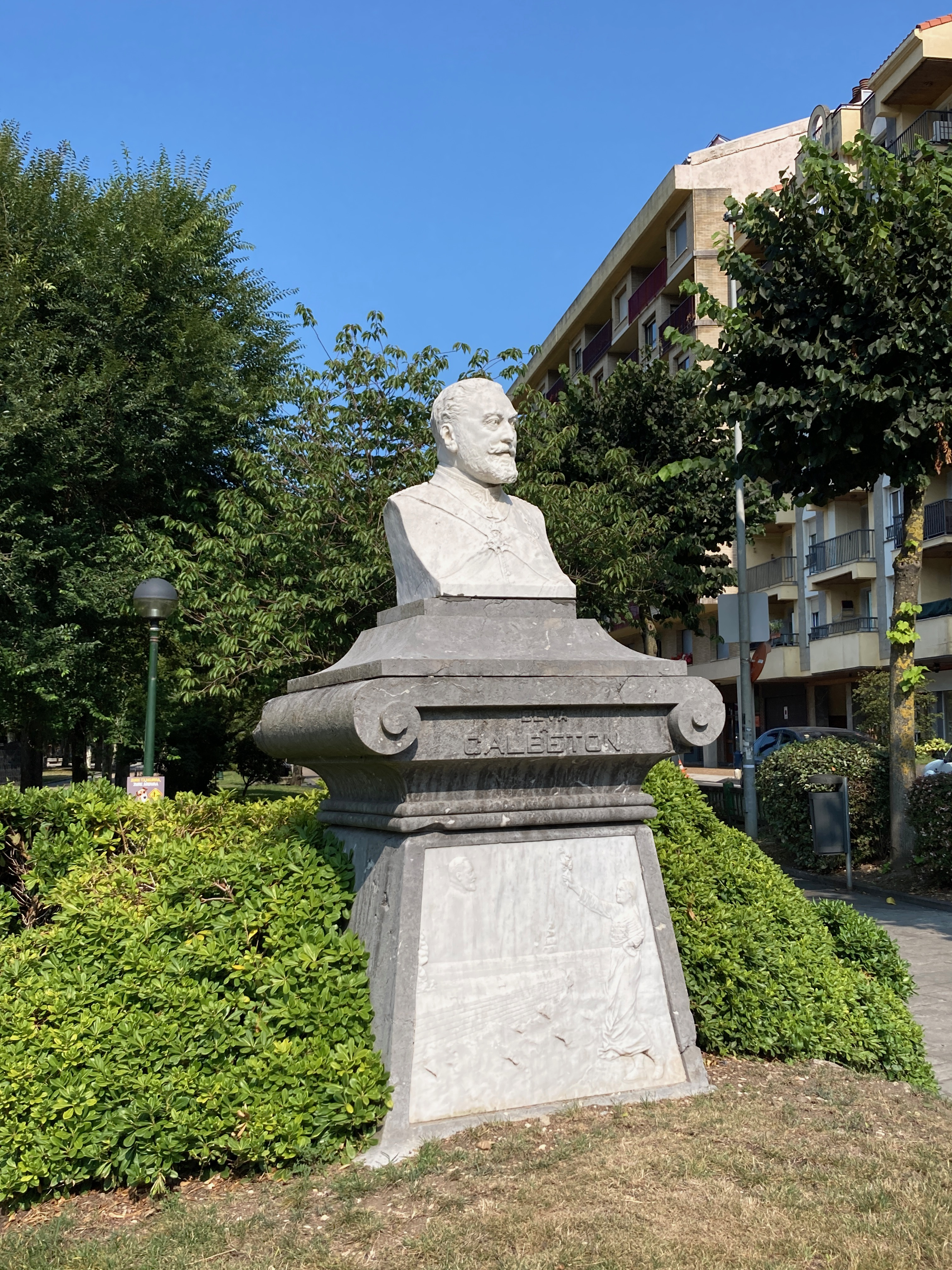
Busto de Fermín Calbetón en Deva

Casó en La Habana el 31 de enero de 1880 con Emilia de Undabeytia y Jiménez (Caguas-Madrid, 2 de mayo de 1923), hija del presidente de la Real Audiencia de La Habana. Su hija María de los Dolores Calbetón y Undabeytia (La Habana, 1880-Madrid, 8 de noviembre de 1922) casó en Madrid el 8 de diciembre de 1901 con Enrique de Tordesillas y Fernández Casariego, III Conde de Patilla. Su hija María Josefa Calbetón y Undabeytia (La Habana, 1882-1963) casó en Madrid el 19 de marzo de 1905 con Luis de Zubiría y Urízar, II marqués de Yanduri, hijo de Luis de Zubiría e Ybarra, fundador y consejero de Altos Hornos de Vizcaya, y nieto de Luciano Urízar Echevarría.